# Cuora zhoui
Cuora zhoui là một loài rùa trong họ Emydidae. Loài này được Zhao, Zhou & Ye, mô tả khoa học đầu tiên năm 1990.

## Hình ảnh

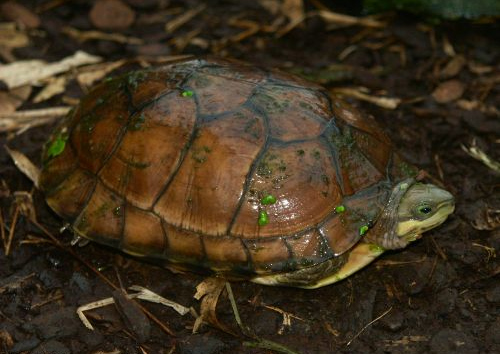
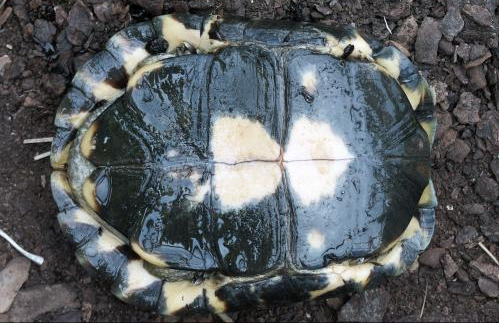